# Arieșeni
Arieșeni é uma comuna romena localizada no distrito de Alba, na região histórica da Transilvânia. A comuna possui uma área de 33.22 km² e sua população era de 1838 habitantes segundo o censo de 2007.